# 2005 ve sportu
Toto je přehled sportovních událostí konaných v roce 2005.

## Florbal
- Mistrovství světa ve florbale žen 2005 –  Švýcarsko
- Mistrovství světa ve florbale mužů do 19 let 2005 –  Švédsko
- European Cup 04/05 – Muži:  SV Wiler-Ersigen, Ženy:  Red Ants Rychenberg
- 1. florbalová liga mužů 2004/2005 – Tatran Techtex Střešovice
- 1. florbalová liga žen 2004/2005 – FBC Liberec Crazy Girls

## Házená
- Mistrovství světa v házené mužů 2005

## Sportovní lezení

### Svět
- Mistrovství světa ve sportovním lezení 2005
- Arco Rock Master 2005
- Světový pohár ve sportovním lezení 2005
- Mistrovství světa juniorů ve sportovním lezení 2005

### Evropa
- Evropský pohár juniorů ve sportovním lezení 2005

### Česko
- Mistrovství ČR v soutěžním lezení 2005

## Tenis

### Grand Slam
- Australian Open 2005
- Wimbledon 2005

## Čeští mistři světa pro rok 2005
- Tomáš Mrázek (sportovní lezení: obtížnost, obhájce titulu z roku 2003)